# Maximilian Reule
Maximilian Reule (* 1. Februar 1994 in Neuenbürg) ist ein deutscher Fußballtorwart.

## Sportlicher Werdegang
Maximilian Reule spielte in seiner Jugend beim FV Wildbad e. V. und dem FC Germania Brötzingen und wechselte anschließend in die Jugendabteilung des Karlsruher SC. 2012 rückte er als dritter Torhüter hinter Dirk Orlishausen und Mathias Moritz in den Profikader auf, kam aber nur in der zweiten Mannschaft zu Einsätzen. Zeitweise saß er dabei in der dritten Liga sowie der 2. Bundesliga auf der Ersatzbank. 2014 wechselte Reule als neuer zweiter Torwart zum Chemnitzer FC und unterschrieb einen Vertrag bis zum 30. Juni 2015, der anschließend von beiden Seiten per Option um ein Jahr verlängert werden kann. Am 1. November 2014 feierte er im Spiel gegen den SV Wehen Wiesbaden sein Profidebüt, wurde aber nach fünf Drittligaeinsätzen wieder durch Philipp Pentke ersetzt. Nach Abschluss der Saison 2014/2015 unterschrieb er beim SV Wehen Wiesbaden einen Vertrag mit einer Laufzeit bis 2017. Auch dort konnte er den Stammtorhüter, Markus Kolke, nicht verdrängen und kam nur in vier Ligaspielen von November bis Dezember 2016 zum Einsatz, als dieser verletzt ausfiel.
Zur Saison 2017/18 wechselte Reule zum Liga-Konkurrenten SG Sonnenhof Großaspach, bei dem er als Ersatzmann von Kevin Broll aber lediglich im Landespokal eingesetzt wurde. Nach dem Wechsel Brolls zu Dynamo Dresden wurde Reule im Sommer 2019 zur neuen Nummer 1, stieg mit dem Klub aber am Ende der Saison 2019/20 in die Regionalliga ab.
Anschließend war Reule zeitweise ohne Verein. Am 19. Oktober 2020 nahm ihn der Südwest-Regionalligist SSV Ulm 1846 bis zum Saisonende unter Vertrag, da der bisherige Stammtorhüter Niclas Heimann verletzungsbedingt längerfristig ausfiel. Im Duell mit Christian Ortag setzte er sich durch und kam bis zur Rückkehr Heimanns im März 2021 zum Einsatz, anschließend saß er vornehmlich auf der Ersatzbank. Am vorletzten Spieltag stand er bei der 1:3-Niederlage beim KSV Hessen Kassel ein 15. Mal im Saisonverlauf zwischen den Pfosten. Im Sommer 2021 kehrte er zur SG Sonnenhof Großaspach zurück. Am Ende der Regionalliga-Spielzeit 2021/22 verpasste er mit dem Klub den Klassenerhalt und stieg mit ihm in die fünftklassige Oberliga Baden-Württemberg ab. In der Oberliga-Spielzeit 2022/23 verpasste er mit der Mannschaft als Vizemeister hinter den Stuttgarter Kickers den direkten Wiederaufstieg. In der anschließenden Aufstiegsrunde zur Regionalliga stand er in beiden Duellen gegen die TuS Koblenz auf dem Platz, nach einem 2:2-Remis zuhause im Hinspiel verpasste die Mannschaft nach einer 1:2-Niederlage im Stadion Oberwerth trotz zwischenzeitlicher Führung die Viertligarückkehr. Auch in der anschließenden Saison stand der Klub im Aufstiegskampf und rutschte durch ein 1:1-Remis gegen Absteiger FC Holzhausen aufgrund eines parallelen 7:0-Erfolgs des Konkurrenten 1. Göppinger SV gegen den FSV Hollenbach erst am letzten Spieltag auf den dritten Tabellenplatz ab. Parallel zog Reule, zeitweise auch Mannschaftskapitän im Saisonverlauf, unter anderem nach einem 2:0-Erfolg im Semifinale über seinen zwei Spielklassen höher antretenden Ex-Klub SSV Ulm 1846 ins Endspiel um den WFV-Pokal 2023/24 ein, nach einer 1:4-Finalniederlage gegen den VfR Aalen verpasste er mit dem Klub den Titelgewinn und die damit verbundene Qualifikation für den DFB-Pokal 2024/25.